# HD 125406
HD 125406，又名BD+48 2188，SAO 44982、HR 5363，是一颗恒星，视星等为6.32，位于銀經89.83，銀緯63.2，其B1900.0坐标为赤經14h 14m 5.6s，赤緯+48° 63.2′ 53″。